# Шахабуддін Ахмед
Шахабуддін Ахмед (бенг. শাহাবুদ্দিন আহমেদ; 1 лютого 1930 — 19 березня 2022) — колишній президент і міністр юстиції Бангладеш.

## Життєпис
Ахмед узяв на себе повноваження президента країни після народного повстання проти Ершада 1991 року. Після відновлення в країні демократії він повернувся до виконання обов'язків міністра юстиції. Пізніше його було обрано президентом, цей пост він займав з 1996 до 2001 року.
Шахабуддін одружений з Ановарою Бегум, має двох синів і трьох дочок.